# Automolis flaviciliata
Automolis flaviciliata là một loài bướm đêm thuộc phân họ Arctiinae, họ Erebidae.